# David Seidler
David Seidler (Londra, 4 agosto 1937 – Nuova Zelanda, 16 marzo 2024) è stato uno sceneggiatore britannico naturalizzato statunitense.

## Biografia
David Seidler nacque a Londra il 4 agosto 1937 in una famiglia ebrea che fuggì in America a seguito del Blitz durante la seconda guerra mondiale.
Vinse il premio Oscar alla migliore sceneggiatura originale, nell'edizione del 2011, per il film Il discorso del re.
Sempre per lo stesso film ottenne anche il BAFTA alla migliore sceneggiatura originale.
Naturalizzato statunitense, mantenne sempre anche la nativa cittadinanza britannica.
Morì il 16 marzo 2024 all'età di 86 anni, durante un battuta di pesca con la mosca in Nuova Zelanda.

## Filmografia

### Sceneggiatore

#### Cinema
- Tucker, un uomo e il suo sogno (Tucker: The Man and His Dream) (1988)
- La spada magica - Alla ricerca di Camelot (Quest for Camelot) (1998)
- Il re ed io (The King and I) (1999)
- Il discorso del re (The King's Speech) (2010)

#### Televisione
- Malizia a Hollywood (Malice in Wonderland) - film TV (1985)
- Onassis: l'uomo più ricco del mondo (Onassis: The Richest Man in the World) - film TV (1988)
- Vietnam morte Orange (My Father, My Son) - film TV (1988)
- Passi di follia (Dancing in the Dark) - film TV (1995)
- Marito e bugiardo (Lies He Told) - film TV (1997)
- Come On, Get Happy: The Partridge Family Story - film TV (1999)
- La principessa e la magia del drago (Son of the Dragon) - film TV (2008)